# Святищенська вулиця (Київ)
Святищенська ву́лиця — вулиця в Дарницькому районі міста Києва, селище Бортничі. Пролягає від Борової вулиці до кінця забудови.
Прилучаються вулиця Чехова, провулок Христини Алчевської та Боровий провулок.

## Історія
Виникла в другій половині XX століття, мала назву вулиця Валентини Терешкової, на честь першої жінки-космонавта Валентини Терешкової.
Сучасна назва, що походить від історичної назви місцевості — з 2016 року.